# Scotorythra kuschei
Scotorythra kuschei là một loài bướm đêm trong họ Geometridae.